# Máxima Acuñová
Máxima Acuñová (* 1970, Máxima Acuña) je farmářka a ekologická aktivistka původem z Peru. Proslavila se svým bojem proti důlním společnostem Newmont Mining Corporation a Buenaventura. Za své úsilí obdržela v roce 2016 ocenění Goldman Environmental Prize.

## Biografie
V roce 1994 zakoupila Acuñová spolu se svým manželem 24,8 hektarů půdy v blízkosti obce Tragadero Grande v peruánských Andách. Tato půda se nicméně nacházela v trase plánované příjezdové cesty povrchového dolu Yanacocha, který byl rozšiřován o novou lokalitu v rámci projektu Konga.
V roce 2011 byla Acuñová zbita a její dům byl následně srovnán se zemí.[zdroj?] Bezpečnostní složky Peru její situaci neuvěřily, což o rok později odstartovalo masivní protesty proti rozšíření dolu. Demonstranti po jistou dobu protestovali na Acuñové pozemku, nicméně protest přerostl v ozbrojené střety. Zabito bylo pět demonstrantů. V závěru října 2012 byl Acuñové pozemek odebrán, a soud ji nařídil odejít do 30 dnů. Její odvolání proti soudnímu rozhodnutí, které podala v letech 2012 a 2014 byla zamítnuta a soud ji nakonec odsoudil za nelegální užívání pozemku.
Případ Máximy Acuñové se v roce 2014 stal předmětem Meziamerické komise pro lidská práva. Ta požádala peruánskou vládu, aby ochránila místní obyvatele v okolí dolů, včetně Máximy Acuñové. Po posledním zamítnutí posledního odvolání Máximy Acuñové byly zničeny i základy jejího domu a protesty, které probíhaly v hlavním městě Limě se rozšířily i do dalších zemí.
V roce 2016 získala ocenění Goldman Environmental Prize.